# ابن ارفع رأسه
ابنِ أرفع رأسه (۱۱۲۱-۱۱۹۷م) شیمی‌دان، ادیب و شاعر عربی اندلسی در سدهٔ ششم قمری بود. تبارنامه‌اش دوگانه ذکر شده است «ابوبکر محمد بن أرفع رأسه»، «ابوبکر عثمان بن عیسی بن یوسف تجیبی» و نیز «ابوالحسن علی بن موسی بن ابی‌القاسم علی انصاری اندلسی».در توشیحاتش هم‌رده با ابن عبادة القزار وصف شده است.